# Högra sektorn

Högra sektorns flagga

Högra sektorn (ukrainska: Пра́вий се́ктор) är ett ultranationalistiskt politiskt parti och paramilitär organisation i Ukraina. Partiet bildades genom ett samarbete mellan de högerextrema organisationerna Socialnationalistiska församlingen, Ukrainska patrioter, Tryzub, UNA-UNSO, Sitj och Vita Hammaren. Den Högra sektorn använder den svart-röda flaggan som under mellankrigstiden var symbol för högerextrema Organisationen för ukrainska nationalister (OUN). 
Högra sektorn spelade en avgörande roll under demonstrationerna i Kiev 2013–2014. Man samlade då unga män från olika högerextremistiska organisationer som använde masker, hjälmar och olika tillhyggen i våldsamma sammanstötningar med kravallpolisen Berkut. Svenska nynazister har gjort upprop för så kallade ”ukrainafrivilliga" som på plats samarbetade med och tog order av Högra sektorn.
Efter att president Viktor Janukovytj blivit avsatt och sökt sig i exil till Ryssland har Högra sektorns ledare Dmytro Jarosj utsetts till det ukrainska nationella säkerhetsrådets andreman. Han är efterlyst internationellt av Ryssland för uppvigling till terrorism och extremism.
Den 6 mars 2014 uteslöts organisationen Vita Hammaren ur Högra sektorn. Dagen därpå meddelade Högra sektorn att man ska byta namn och omvandlas till ett politiskt parti.
En av frontfigurerna inom partiet, Oleksandr Muzytjko sköts senare till döds i samband med ett polisingripande.

### Notförteckning
1. ↑  Right Sector becomes political party
2. ↑  Högra sektorn växer i Ukraina SR, 13 mars 2014
3. ↑  "Extremhöger bakom våldet i Ukraina" SVT.se
4. ↑  Svenska nynazister i Ukraina som frivilliga SR, måndag 3 mars 2014
5. ↑  Rysk efterlysning på ukrainsk högerextremist DN.SE
6. ↑  Rysslands nya krigföring och Ukrainas inrikespolitiska situation SR Studio Ett, 7 mars 2014
7. ↑  Ukrainsk nationalist dödad av polis Aftonbladet, 25 mars 2014

### Källförteckning
- Svenska nynazister i Ukraina som frivilliga SR, måndag 3 mars 2014